# Валер, Соль Анетт
Соль Анетт Валер (норв. Sol Anette Waaler; 14 августа 1992) — норвежская спортсменка, тяжёлоатлетка, бронзовый призёр чемпионата Европы 2024 года.

## Биография
Начиная с 2018 года постоянно принимает участие в чемпионатах Европы. В 2018 в категории до 58 кг, заняла итоговое пятое место.  
В 2019 году дебютировала на чемпионате мира в категории до 59 кг, стала 21-й. В 2023 году на чемпионате мира в Саудовской Аравии в категории до 55 кг стала десятой с суммой 188 кг.  
В феврале 2024 года на чемпионате Европы в Софии Валер завоевала бронзовую медаль по сумме двух упражнений с результатом 190 кг. В упражнении рывок она была первой (86 кг).

## Достижения
Чемпионат Европы
| Результат | Вес       | Год  | Место соревнований | Рывок | Толчок | Общий вес |
| Бронза    | до 55 кг. | 2024 | София, Болгария    | 86,0  | 104,0  | 190,0     |